# Gare du Midi/Zuidstation
Gare du Midi/Zuidstation – stacja metra w Brukseli, na linii 2 i 6. Zlokalizowana jest pomiędzy stacjami Clemenceau i Porte de Hal/Hallepoort. Została otwarta 2 października 1988.